# SW Большой Медведицы
SW Большой Медведицы (лат. SW Ursae Majoris) — карликовая новая, двойная катаклизмическая переменная звезда типа U Близнецов (UG) в созвездии Большой Медведицы на расстоянии приблизительно 530 световых лет (около 163 парсеков) от Солнца. Видимая звёздная величина звезды — от +16,5m до +9,7m.

## Характеристики
Первый компонент — аккрецирующий белый карлик спектрального класса pec(UG).